# Сахни, Бирбал
Бирбал Сахни (англ. Birbal Sahni; 14 ноября 1891, д. Бехра, Пенджаб, Британская Индия — 10 апреля 1949, Лакхнау, Индия) — индийский палеоботаник, член Национальной Академии Наук Индии, её президент (1937—1938) и (1942—1944).

## Биография
Бирбал Сахни родился 14 ноября 1891 года в деревне Бехра. В 1911 году окончил университет в Пенджабе. В 1911 году стал покорять Европу и США, поступив сразу же в три университета — в Кембриджский, Лондонский и Мюнхенский, и учился вплоть до 1919 года, получив три красных диплома. С 1919 по 1920 году занимал должность профессора ботаники в университетах Варанаси и Пенджаба. В 1921 году переехал в Лакхнау, где открыл институт и занимал должность директора вплоть до своей смерти. В 1924 году Бирбал Сахни основал Индийское ботаническое общество, а в 1946 году — Индийское палеоботаническое общество.
Скончался Бирбал Сахни 10 апреля 1949 года в Лакхнау в возрасте 58 лет.

## Научные работы
Основные научные работы посвящены ископаемым растениям Восточной и Юго-Восточной Азии, Филогении и систематике папоротникообразных и голосеменных.
- Открыл группу пентоксилий.
- Развил представление о периодичности революционных трансформаций в истории органического мира земли.

## Членство в обществах
- 1924—1949 — Член-основатель Индийского ботанического общества.
- 1936—1949 — Член Лондонского королевского общества.
- 1946—1949 — Член-основатель Индийского палеоботанического общества.
- Член ряда других научных обществ.

## Память
- Палеоботаническому институту (Birbal Sahni Institute of Palaeobotany[англ.]) в Лакхнау было присвоено имя Бирбала Сахни.